# HomeCamper
 (septembre 2020).
HomeCamper est une entreprise de location de jardins entre particuliers, qui met en relation des hôtes-hébergeurs et des campeurs. Elle a été lancée en 2016 par Étienne de Galbert et Stéphane Lacaze.

## Historique
La plateforme est lancée en juin 2016 par Étienne de Galbert et Stéphane Lacaze après que l'un des cofondateurs s'est aperçu de la rareté d'offres permettant de faire du camping chez un particulier. L'objectif est de pénétrer deux tendances contemporaines : l'écotourisme et le slow tourisme[réf. nécessaire].
En 2016, HomeCamper bénéficie d'une bourse French Tech, lauréate du réseau Initiative et finaliste du prix de l’Innovation[Quoi ?][réf. nécessaire].
En 2018, l'entreprise rachète l'un de ses concurrents : Campe Dans Mon Jardin.
En 2019, une levée de fonds d’1 million d’euros est annoncée[réf. nécessaire].
En mars 2020, la société annonce le rachat d'un de ses concurrents : Gamping.
En juin 2020, HomeCamper propose 30 000 emplacements en Europe,,,.

## Fonctionnement
Les propriétaires de jardins créent une annonce en précisant le type de véhicule accepté (minivans, vans, camping-cars, tentes), les disponibilités et les prix. Ils peuvent proposer des services supplémentaires. Les campeurs recherchent un lieu en fonction de critères préétablis,.
Le site se rémunère par un système de commissions.